# Ligue baltique de basket-ball
Pour les articles homonymes, voir BBL.
La Ligue baltique de basket-ball, officiellement appelée SEB Baltic Basketball League ou SEB BBL, est un championnat de basket-ball au statut particulier, regroupant les meilleures équipes des pays baltes. Elle a été fondée en 2004 en suivant le principe de la Ligue adriatique.
La ligue vient en complément des championnats nationaux. Néanmoins la ligue fait partie de l'Union des ligues européennes de basket-ball au même titre que n'importe quelle ligue européenne. Cela n'empêche nullement les clubs membres de la Ligue de participer aux diverses compétitions européennes pour lesquelles elles sont qualifiées.

## Histoire
Pour la saison 2006-2007 la formule change un peu puisque le championnat se décompose en 2 parties, une première avec 2 groupes plus ou moins géographiques et une seconde qui sépare en 2 divisions les équipes suivant le classement de la première phase.
Le système change à nouveau la saison suivante, renforçant le principe de divisions. Ainsi il y a alors deux divisions : la division élite et la Challenge Cup. Il n'y a cependant pas de possibilité de montée-descente au point de vue strictement sportif, les clubs passant d'une division à l'autre grâce à de bons résultats, une volonté dans ce sens, une bonne réputation, ...
En même temps que cette évolution, la BBL annonce qu'elle s'ouvrira aux clubs suédois dès la saison suivante.
Depuis la saison 2008-2009, la saison débute par la Presidents Cup, compétition qui regroupe les champions de Lituanie, Lettonie, Estonie et un club figurant parmi les derniers finalistes de la ligue baltique.
Lors de la saison 2012-2013, les trois clubs les plus importants de la ligue baltique (Žalgiris Kaunas, Lietuvos Rytas et VEF Riga) décident de ne pas participer à la compétition (car ils participent déjà au championnat et coupe nationales, à la VTB United League et aux compétitions européennes).
Cette ligue disparait en 2018.

## Palmarès
- SEB Baltic Basketball League

| Saison      | Champion        | Finaliste       | Score          |
| ----------- | --------------- | --------------- | -------------- |
| 2004 - 2005 | Žalgiris Kaunas | Lietuvos Rytas  | 64–60          |
| 2005 - 2006 | Lietuvos Rytas  | Žalgiris Kaunas | 86–74          |
| 2006 - 2007 | Lietuvos Rytas  | Žalgiris Kaunas | 81–77          |
| 2007 - 2008 | Žalgiris Kaunas | Lietuvos Rytas  | 86–84          |
| 2008 - 2009 | Lietuvos Rytas  | Žalgiris Kaunas | 97–74          |
| 2009 - 2010 | Žalgiris Kaunas | Lietuvos Rytas  | 73–66          |
| 2010 - 2011 | Žalgiris Kaunas | VEF Riga        | 75–67          |
| 2011 - 2012 | Žalgiris Kaunas | Lietuvos Rytas  | 74–70          |
| 2012 - 2013 | BK Ventspils    | BC Prienai      | 91–69 ; 70–73  |
| 2013 - 2014 | BC Šiauliai     | BC Prienai      | 62–57 ; 78–66  |
| 2014 - 2015 | BC Šiauliai     | BK Ventspils    | 68–70 ; 88–80  |
| 2015 - 2016 | BC Šiauliai     | Tartu Rock      | 74–81 ; 102–76 |
| 2016 - 2017 | Vytautas        | Pieno žvaigždės | 85–88 ; 89–74  |
| 2017 - 2018 | Pieno žvaigždės | Jūrmala         | 98–80 ; 76–68  |

- Challenge Cup

| Saison      | Champion              | Finaliste             | Score          |
| ----------- | --------------------- | --------------------- | -------------- |
| 2004 - 2005 | Panevėžio Lietkabelis | Bumerangs Gulbene ASK | 87–74          |
| 2007 - 2008 | KK Nevėžis            | VEF Riga              | 81–68          |
| 2008 - 2009 | Vilniaus Sakalai      | VEF Riga              | 84–77          |
| 2009 - 2010 | Norrköping Dolphins   | Rūdupis               | 77–87 ; 107–72 |
| 2010 - 2011 | Utenos Juventus       | Kauno LSU Atletas     | 87–81 ; 89–72  |
| 2011 - 2012 | Panevėžio Lietkabelis | BC Rakvere Tarvas     | 89–74 ; 71–82  |

- BBL Cup ou Presidents Cup

| Saison | Champion             | Finaliste            | Score                |
| ------ | -------------------- | -------------------- | -------------------- |
| 2008   | Lietuvos Rytas       | Žalgiris Kaunas      | 80–78                |
| 2009   | Žalgiris Kaunas      | Lietuvos Rytas       | 83–78                |
| 2010   | Tartu Rock           | Lietuvos Rytas       | 61–57                |
| 2011   | VEF Riga             | Tartu Rock           | 95–69                |
| 2012   | Rakvere Tarvas       | BK Liepajas Lauvas   | 80–71                |
| 2013   | KK Nevėžis           | Tartu Rock           | 82–64                |
| 2014   | BK Liepajas Lauvas   | Tartu Rock           | 74–61                |
| 2015   | Édition non disputée | Édition non disputée | Édition non disputée |
| 2016   | BK Valmiera ORDO     | BK Ventspils         | 66–64                |
| 2017   | Édition non disputée | Édition non disputée | Édition non disputée |

## Les équipes
| Pays     | Club                  | Ville       | Saisons | Saisons   | Saisons       |
|          |                       |             | 2005-06 | 2006-2007 | 2007-08       |
| -------- | --------------------- | ----------- | ------- | --------- | ------------- |
| Lituanie | Žalgiris Kaunas       | Kaunas      | x       | groupe A  | Div. élite    |
| Lituanie | KK Šiauliai           | Šiauliai    | x       | groupe A  | Div. élite    |
| Lettonie | BK Barons             | Rīga        | x       | groupe A  | Div. élite    |
| Lettonie | SK Valmiera           | Valmiera    | x       | groupe A  | Div. élite    |
| Estonie  | BC Kalev              | Tallinn     | x       | groupe A  | Div. élite    |
| Lituanie | KK Neptūnas           | Klaipėda    | x       | groupe A  | Div. élite    |
| Lituanie | KK Sakalai            | Vilnius     | x       | groupe A  | Challenge cup |
| Lituanie | Lietuvos Rytas        | Vilnius     | x       | groupe B  | Div. élite    |
| Lituanie | KK Nevėžis            | Kėdainiai   | x       | groupe B  | Challenge cup |
| Lettonie | BK Ventspils          | Ventspils   | x       | groupe B  | Div. élite    |
| Estonie  | Tartu Rock            | Tartu       | x       | groupe B  | Div. élite    |
| Lettonie | ASK Rīga              | Rīga        |         | groupe B  | Div. élite    |
| Lituanie | KK Panevėžys          | Panevėžys   | x       | groupe B  | Challenge cup |
| Lituanie | KK Atletas            | Kaunas      | x       | groupe B  | Challenge cup |
| Lettonie | Bumerangs Gulbene ASK | Gulbene     | x       |           | Challenge cup |
| Lettonie | Liepajas Lauvas       | Liepaja     | x       |           | Challenge cup |
| Estonie  | Dalkia Nybit          | Tallinn     | x       |           | Challenge cup |
| Estonie  | Pirita BM             | Tallinn     | x       |           |               |
| Estonie  | BC Tartu Fausto       | Tartu       |         |           | Challenge cup |
| Lettonie | VEF Rīga              | Rīga        |         |           | Challenge cup |
| Lituanie | Alytus Alita          | Alita       |         |           | Challenge cup |
| Lituanie | KK Sūduva             | Marijampolė |         |           | Challenge cup |